# الظهار (المخادر)

تعديل مصدري - تعديل

الظهار محلة تابعة لقرية الحديدة، التابعة لعزلة السحول بمديرية المخادر إحدى مديريات محافظة إب في الجمهورية اليمنية، بلغ تعداد سكانها 122 حسب تعداد اليمن لعام 2004.